# ABM-traktaten
ABM-traktaten var en aftale, som USA og Sovjetunionen indgik i 1972. Aftalen forbød opstilling af anti-ballistiske missiler (forsvarsanlæg mod langtrækkende missiler). USA foreslog i 1967 et forbud mod anti-ballistiske missiler, men forslaget blev afslået af Sovjetunionen. Efter Richard Nixons tiltrædelse som præsident i januar 1969, blev forhandlingerne om nedrustning genoptaget, og ABM-traktaten ses ofte i forlængelse af Salt I-aftalen.
Den var formelt i kraft i 30 år, indtil USA ensidigt opsagde den i juni 2002.